# Francisco Acuña de Figueroa
Francisco Acuña de Figueroa (Montevideo, 3 settembre 1791 – Montevideo, 6 ottobre 1862) è stato un poeta uruguaiano.

## Biografia
Francisco Acuña de Figueroa nacque a Montevideo il 3 settembre 1791. Studiò al Real Colegio de San Carlos di Buenos Aires, per poi tornare nel 1807 a Montevideo, dove trovò impiego nell'ufficio della Real Hacienda, di cui il padre era ministro.
Nel 1814, anno in cui gli spagnoli abbandonarono la città, si trasferì a Rio de Janeiro, dove svolse il ruolo di incaricato d'affari per conto della Spagna. Nel 1818  Acuña de Figueroa tornò in Uruguay, dove ricoprì gli incarichi di Tesoriere di Stato, Censore delle Opere Teatrali, Direttore della Biblioteca e del Museo Pubblico. Fu anche tra i fondatori dell'Istituto di Istruzione Pubblica. Morì a Montevideo il 6 ottobre 1862.
La sua produzione, soprattutto di intonazione satirico-burlesca, risente di un'eccessiva facilità di ispirazione e di un accentuato formalismo classicista. Le sue opere più famose sono una cronaca in versi delle corride e un poema eroicomico.

## Inni nazionali
Acuña de Figueroa compose il testo dell'inno nazionale uruguaiano nel 1828; l'inno fu adottato dal governo di Fructuoso Rivera nel 1833. Il giornale El Nacional di Montevideo pubblicò il 18 luglio 1845 una serie di modifiche dell'inno, volute dallo stesso autore, che saranno rese anch'esse ufficiali nel 1848.
Più controversa è invece la paternità dell'inno nazionale del Paraguay. Tra i quaderni autografi di Acuña de Figueroa conservati alla Biblioteca Nazionale di Montevideo figura una versione originaria del testo; un'inchiesta ufficiale paraguaiana, guidata da Juan Francisco Pérez Acosta, diede proprio a Figueroa la paternità dell'inno.

## Opere
- Las Toradas
- La Malambrunada